# Šútovce
Šútovce (Hongaars: Sújtó, Duits: Schutotz) is een Slowaakse gemeente in de regio Trenčín, en maakt deel uit van het district Prievidza.
Šutovce telt 428 inwoners.